# John 'Dusty' King
John 'Dusty' King (11 de julio de 1909 – 11 de noviembre de 1987) fue un cantante y actor cinematográfico renombrado por sus interpretaciones en el género western, particularmente las que hizo para la serie Range Busters.

## Biografía
Su verdadero nombre era Miller McLeod Everson, y nació en Cincinnati, Ohio. Graduado en la Universidad de Cincinnati, Everson viajó por el país trabajando en diferentes ocupaciones, tales como conductor de vehículos desde Detroit a Cincinnati, leñador en Nuevo México, y como peón en un rancho de Arizona.
Everson encontró ocupación como locutor radiofónico en Covington, Kentucky, volviendo después a Cincinnati, donde fue locutor, presentador y cantante. Tras oírle en la radio, el líder de banda Ben Bernie le contrató como cantante, adoptando Everson a partir de entonces el nombre artístico de John King. Notando su popularidad y su talento, Bernie le recomendó viajar a Hollywood.
King fue contratado por Universal Pictures, rodando para la misma varios filmes y haciendo el papel principal del serial Ace Drummond. Hizo también diversas interpretaciones para otros estudios hasta formar parte de Monogram Pictures, compañía para la cual encarnó en 1939 al personaje principal en un western en Cinecolor, The Gentleman from Arizona.  
Al año siguiente King sería "Dusty" en la serie de westerns de The Range Busters. The Range Busters eran la versión de Monogram del serial de Republic Pictures titulado The Three Mesquiteers. King interpretaba al cowboy cantante, y estaba acompañado por Ray "Crash" Corrigan, posteriormente reemplazado por Dave Sharpe, y por Max Terhune, este último actuando junto a un muñeco de ventriloquia, Elmer.
En Haunted Ranch (1943), el personaje de Sharpe abandona el trío para alistarse en el Ejército de los Estados Unidos durante la Guerra Hispano-Estadounidense. En la realidad, no sólo se alistó Sharpe en las Fuerzas Aéreas del Ejército de los Estados Unidos, sino que el mismo King fue reclutado por ellas mismas cumpliendo Servicios Especiales en Arizona.
Tras licenciarse, no recibió ofertas cinematográficas, por lo que King decidió volver a la radio, adquiriendo más adelante una emisora. Finalmente abandonó el negocio radiofónico y montó una tienda de donuts en La Jolla (San Diego), California.
John 'Dusty' King falleció en San Diego (California) en 1987.